# Strombosia grandifolia
Strombosia grandifolia är en tvåhjärtbladig växtart som beskrevs av Joseph Dalton Hooker och George Bentham. Strombosia grandifolia ingår i släktet Strombosia och familjen Strombosiaceae. Inga underarter finns listade i Catalogue of Life.